# Fruitjenever
Fruitjenever is een alcoholische drank op basis van neutrale alcohol van landbouwproducten waaraan sap of extracten van verschillende vruchten is toegevoegd. Men mag het echter ook op basis van enkel alcohol en aroma's maken. Het alcoholpercentage van alle fruitjenevers is 20 à 24%. Als basis voor deze fruitjenevers wordt graanjenever gebruikt gemengd met fruitsappen.
Fruitjenevers zijn een voornamelijk Belgische traditie. Voor de bereiding van de meeste fruitjenevers wordt gebruikgemaakt van vers geperst, ingedikt sap en/of vruchtenextracten. Bepaalde jenevers bevatten ook nog vruchtvlees, zodat schudden hier aangewezen is.
De meeste fruitjenevers hebben voldoende aan de eigen vruchtensuikers. Alleen aan de cranberry, citroen, vlierbes en zwarte bessen is een weinig suiker toegevoegd.
Smaken zijn onder meer: cactus, hazelnoot, citroen, perzik, appel, kers, passievrucht, pruimen, banaan, bosbes, aardbei, framboos, cranberry en vlierbes.
Fruitjenevers worden vaak koud gedronken.